# Христо Стамболиев
Христо Димитров Стамболиев е български революционер, деец на Вътрешната македоно-одринска революционна организация.

## Биография
Христо Стамболиев е роден в 1884 година в град Сяр или в Горно Броди, Османската империя, днес в Гърция. Влиза във ВМОРО. Главен учител е в българското училище в Горно Броди. През август 1909 година е представител за Сяр на конгреса за основаване на Народната федеративна партия (българска секция). При избухването на Балканската война в 1912 година Стамболиев е доброволец в Македоно-одринското опълчение и служи в Нестроевата и 4 рота на 5 одринска дружина. Участва в Първата световна война като запасен подпоручик в девета дивизионна интендантска рота.